# 大日本愛國黨

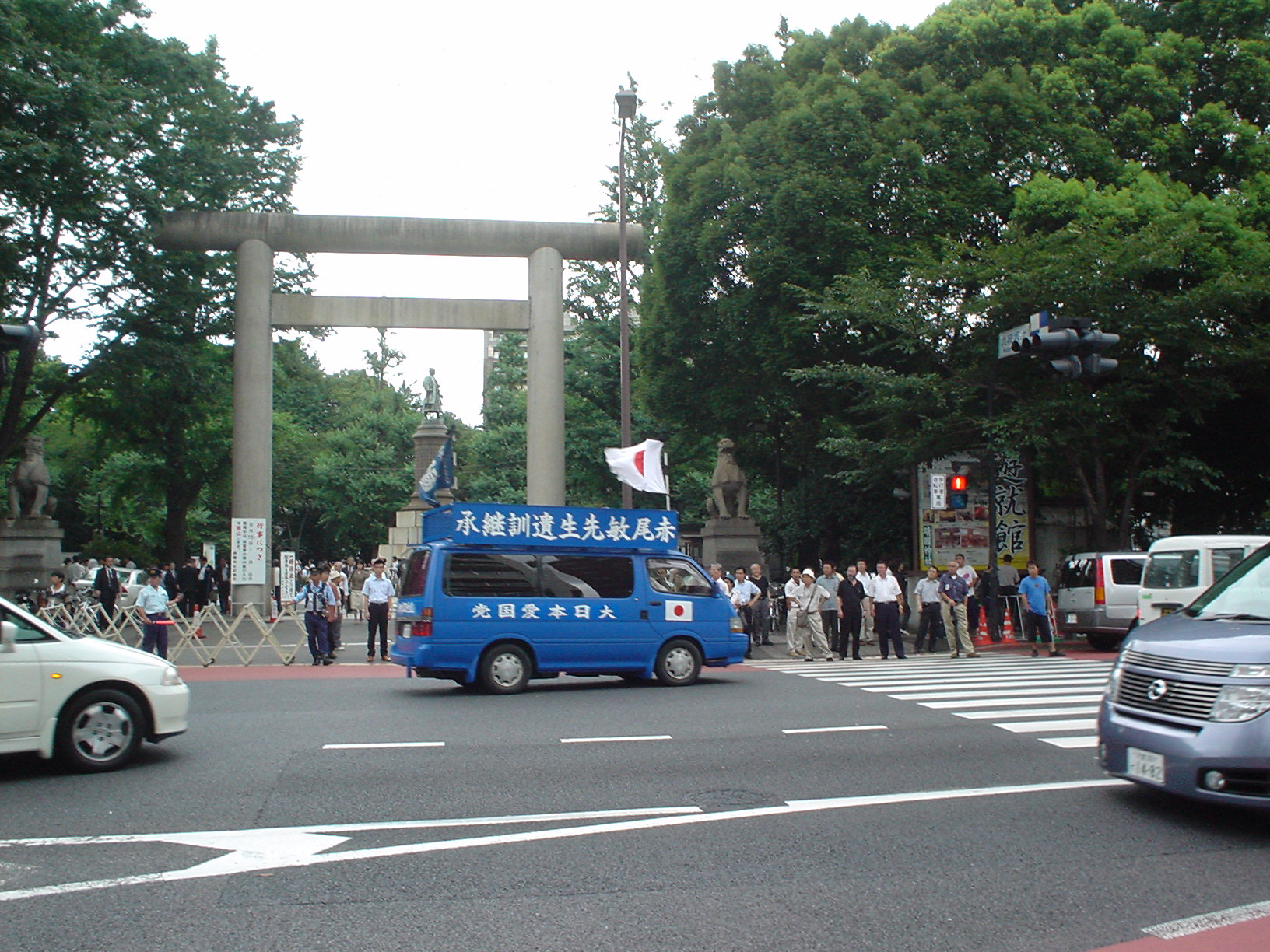
大日本愛國黨

大日本愛國黨（日语：／ Dainippon Aikokutou）是日本的一个極右翼政党，推崇反共主義、愛國主義、民族主義，於1951年由赤尾敏創建。由於涉及極端主義，自1973年被列入《破壞活動防止法》的調查對象團體之一。

## 組織
- 「大日本愛国党総本部」 - 道彦派
- 「大日本愛國党福島縣本部」
- 「大日本愛国党青年隊」
- 「赤尾敏先生遺訓繼承・大日本愛国党」
- 「赤尾敏先生門下大日本愛国党」 - 井上・大野・春山派
- 「大日本愛国党北海道本部」- 工藤福士郎本部長
- 「大日本愛国党三重縣津支部」- 在津市
- 「大日本愛国党岡山縣支部」（西日本総本部） - 停止活動
- 「大日本愛国党廣島縣本部」
- 「大日本愛国党高知縣本部」－ 在高知市、森澤出本部長
- 「大日本愛国党日の丸行動隊」→「大日本愛国党福岡縣本部」
- 「大日本愛国党佐賀縣本部」
- 「大日本愛国党大分支部」

## 外部連結
- 大日本愛国黨青年隊，ＨＰ （日語）
- 大日本愛国党 党歌 （日語）
- 大日本愛国黨　日之丸行動隊 - 大日本愛国党福岡縣黨本部 （日語）